# Simona Petrucci
Simona Petrucci (n. 17 aprilie 1971, Grosseto, Toscana, Italia) este o politiciană italiană, senator al Italiei din 13 octombrie 2022.